# روب رايرسون
روب رايرسون (بالإنجليزية: Rob Ryerson)‏ هو لاعب كرة قدم ومدرب كرة قدم أمريكي في مركز الهجوم، ولد في 6 يونيو 1964 في لوريل في الولايات المتحدة. شارك مع منتخب الولايات المتحدة لكرة القدم. أما مع النوادي، فقد لعب مع تامبا باي راوديز.